# Franco Martelli (militare 1911)
Franco Martelli (Catania, 1911 – Pordenone, 27 novembre 1944) è stato un militare e partigiano italiano, medaglia d'oro al valor militare alla memoria.

## Biografia

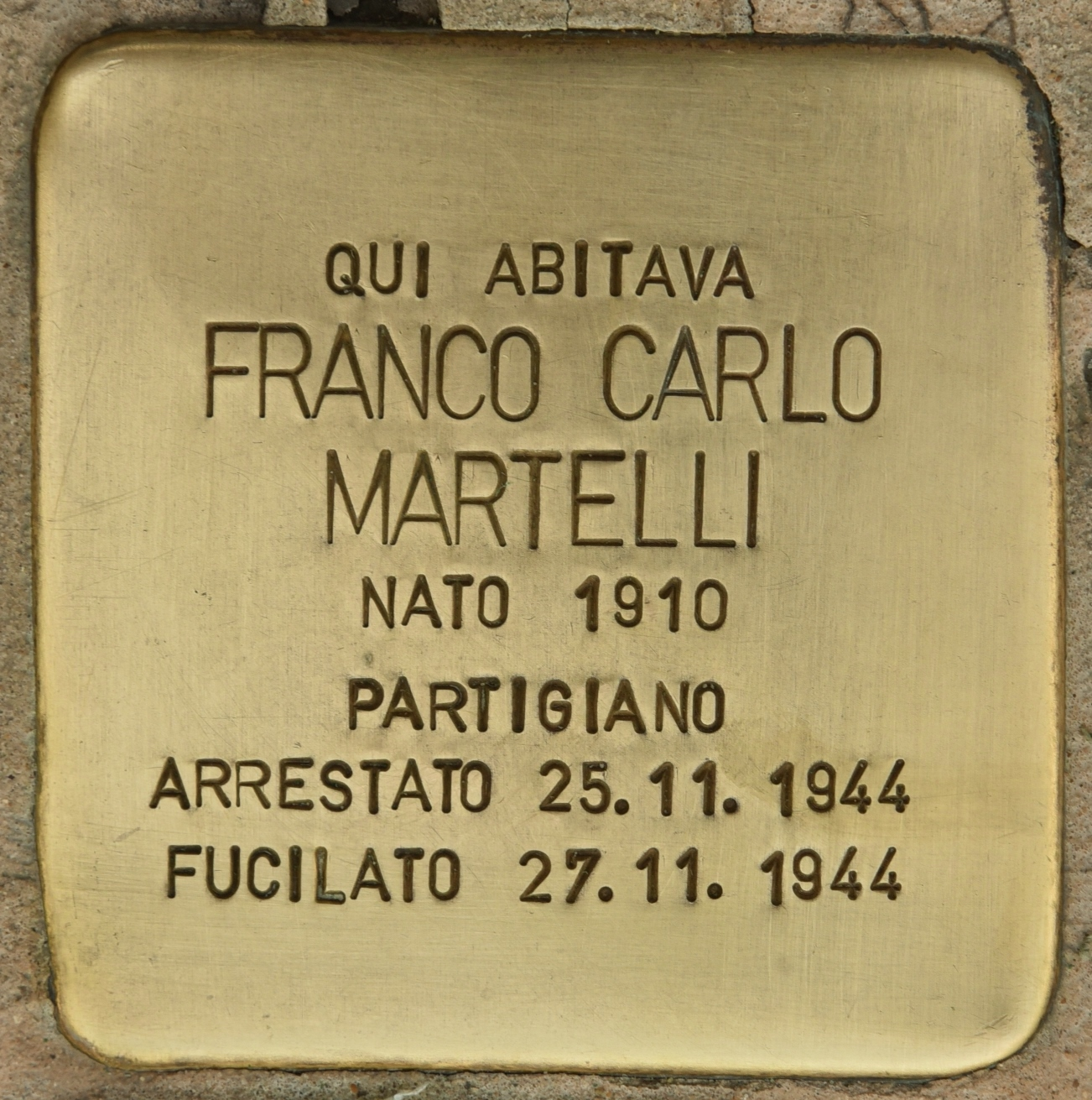
Stolperstein

Nel 1941 partecipò alle operazioni belliche in Slovenia, come capitano del reggimento "Cavalleggeri di Saluzzo". Nei giorni successivi all'armistizio (8 settembre 1943) Franco Martelli, raggiunto il Friuli, si dedicò all'organizzazione del movimento partigiano e quindi comandò per oltre un anno la formazione "Ippolito Nievo", dipendente dalla 4ª divisione "Osoppo-Friuli". Nel novembre del 1944, catturato dai nazifascisti, resistette per giorni e giorni alle più atroci torture, finché fu fucilato.
Prima di morire Franco Martelli ebbe modo di scrivere al tenente Michele Galati, di Belcastro (Catanzaro), per raccomandargli i quattro figli in tenera età. Galati li adottò e i figli dell'eroe della Resistenza hanno portato entrambi i cognomi. Al maggiore Martelli, a Pordenone, non solo è stato intitolato un viale, ma nel luogo presso il quale è stato ucciso (attualmente presso la Cittadella della Salute, in via Montereale), è stata apposta una lapide. Un busto di Martelli, opera dello scultore Ado Furlan, è stato collocato nel giardino del Centro Studi di Pordenone (piazza Maestri del Lavoro). Gli è stata intitolata una via a Catania, sua città natale.